# Traylor Howard
Traylor Elizabeth Howard (Orlando, 14 juni 1966) is een Amerikaans actrice. Ze won in 2009 een Gracie Allen Award voor haar rol in Monk, waarin ze sinds januari 2005 Natalie Teeger speelde de assistente van Adrien Monk en in 2023 terug kwam in die rol voor de film. Eerder speelde ze onder meer Sharon Carter in Two Guys, a Girl and a Pizza Place. 

## Carrière
Howard maakte haar film- en acteerdebuut in Till the End of the Night (1994). Ze klokte in haar acteercarrière met name uren in televisieseries. Haar eerste aanstelling in een vaste cast was die van Joy Byrnes in de komedieserie Boston Common. Ze speelde in alle 32 gemaakte afleveringen mee, maar in 1997 werd de serie, na een looptijd van veertien maanden, stopgezet.
In 1998 werd Howard gecast als Sharon Carter, het meisje genoemd in de titel van het beter ontvangen Two Guys, a Girl and a Pizza Place (later gewijzigd in Two Guys and a Girl). Hierin speelde ze een hoofdrol naast 'de twee jongens' Ryan Reynolds (Berg) en Richard Ruccolo (Pete), later ook Nathan Fillion (Johnny) en Suzanne Cryer (Ashley). Deze serie hield het 81 afleveringen vol en opnieuw was Howard van begin tot eind van de partij.
De makers van Bram and Alice castten Howard in 2002 als het vrouwelijke titelpersonage, maar deze serie kwam niet verder dan acht uitzendingen. In augustus 2004 speelde actrice Bitty Schram voor het laatst Sharona Fleming, de assistente van Adrian Monk in Monk. Vervolgens werd Howard gecast als diens nieuwe assistente Natalie Teeger.

## Privé
Howard is tweemaal getrouwd geweest. Uit haar tweede huwelijk werd een zoon geboren. In 2011 trouwde ze opnieuw. Uit het derde huwelijk werd ook een zoon geboren.

## Filmografie
*Exclusief televisiefilms
- Mr. Monk's Last Case: A Monk Movie (2023)
- Son of the Mask (2005)
- Me, Myself & Irene (2000)
- Dirty Work (1998)
- Confessions of a Sexist Pig (1998)
- Till the End of the Night (1994)

## Televisieseries
*Exclusief eenmalige gastrollen
- Monk - Natalie Teeger (2005-2009, 87 afleveringen)
- Bram and Alice - Alice O'Connor (2002, acht afleveringen)
- Two Guys, a Girl and a Pizza Place - Sharon Carter (1998-2001, 81 afleveringen)
- Boston Common - Joy Byrnes (1996-1997, 32 afleveringen)

- Bibliothèque nationale de France: cb15719082m (data)
- International Standard Name Identifier: 0000 0000 0509 2347
- Library of Congress Control Number: no2006104268
- Nationale Bibliotheek van Israël: 987012385073005171
- Virtual International Authority File: 32325787
- WorldCat: E39PBJyX6hphX36Wdx7hhbrg8C